# جان استیموس
جان استیموس (انگلیسی: John Stamos؛ زادهٔ ۱۹ اوت ۱۹۶۳) یک موسیقی‌دان اهل ایالات متحده آمریکا است.
از فیلم‌ها یا برنامه‌های تلویزیونی که وی در آن نقش داشته است می‌توان به زن اغواگر، مهمانی هیولا، آن‌ها باهم آمدند و مرد من بازنده است اشاره کرد.